# كاثرين تشاو
كاثرين تشاو (بالصينية: 周家怡) هي ممثلة صينية (وحملت سابقاً جنسية هونغ كونغ البريطانية)، ولدت في 23 يوليو 1979 في هونغ كونغ البريطانية.

## وصلات خارجية
- كاثرين تشاو على موقع IMDb (الإنجليزية)
- كاثرين تشاو على موقع قاعدة بيانات الفيلم (الإنجليزية)